# 貝祖等式
在数论中，裴蜀等式（英語：Bézout's identity）或貝祖定理（Bézout's lemma）是一个关于最大公约数（或最大公约式）的定理。裴蜀定理得名于法国数学家艾蒂安·裴蜀，说明了对任何整數 {\displaystyle a}、{\displaystyle b} 和 {\displaystyle m}，关于未知数 {\displaystyle x} 和 {\displaystyle y} 的線性丟番圖方程（称为裴蜀等式）：
{\displaystyle ax+by=m}
有整数解时当且仅当 {\displaystyle m} 是 {\displaystyle a} 及 {\displaystyle b} 的最大公约数 {\displaystyle d} 的倍数。裴蜀等式有解时必然有无穷多个整数解，每组解 {\displaystyle x}、{\displaystyle y} 都稱為裴蜀數，可用擴展歐幾里得演算法求得。
例如，12 和 42 的最大公因數是 6，则方程 {\displaystyle 12x+42y=6} 有解。事实上有 {\displaystyle (-3)\times 12+1\times 42=6}、{\displaystyle 4\times 12+(-1)\times 42=6}等。
特别来说，方程 {\displaystyle ax+by=1} 有整数解当且仅当整数 {\displaystyle a} 和 {\displaystyle b} 互素。
裴蜀等式也可以用来给最大公约数定义：{\displaystyle d} 其實就是最小的可以寫成 {\displaystyle ax+by} 形式的正整數。这个定义的本质是整环中“理想”的概念。因此对于多项式整环也有相应的裴蜀定理。

## 历史
历史上首先证明关于整数的裴蜀定理的并不是裴蜀，而是17世纪初的法国数学家克劳德-加斯帕·巴歇·德·梅齐里亚克。他在于1624年发表的著作《有关整数的令人快乐与惬意的问题集》（Problèmes plaisants et délectables qui se font par les nombres）第二版中给出了问题的描述和证明。
然而，裴蜀推广了梅齐里亚克的结论，特别是探讨了多项式中的裴蜀等式，并给出了相应的定理和证明。

## 整数中的裴蜀定理
对任意两个整數{\displaystyle a}、{\displaystyle b}，设{\displaystyle d}是它们的最大公约数。那么关于未知数{\displaystyle x}和{\displaystyle y}的線性丟番圖方程（称为裴蜀等式）：
{\displaystyle \displaystyle ax+by=m}
有整数解{\displaystyle (x,y)} 当且仅当{\displaystyle m}是{\displaystyle d}的整數倍。裴蜀等式有解时必然有无穷多个解。
如果 {\displaystyle a} 和 {\displaystyle b} 中有一个是0，比如{\displaystyle a=0}，那么它们两个的最大公约数是{\displaystyle b}。这时裴蜀等式变成{\displaystyle \displaystyle by=m}，它有整数解{\displaystyle (x,y)}当且仅当{\displaystyle m}是{\displaystyle b}的倍数，而且有解时必然有无穷多个解，因为{\displaystyle x}可以是任何整数。定理成立。
以下设{\displaystyle a}和 {\displaystyle b}都不为0。
设{\displaystyle A=\{xa+yb;(x;y)\in \mathbb {Z} ^{2}\}}，下面证明{\displaystyle A}中的最小正元素是{\displaystyle a}与{\displaystyle b}的最大公约数。
首先，{\displaystyle A\cap \mathbb {N} ^{*}} 不是空集（至少包含{\displaystyle |a|}和{\displaystyle |b|}），因此由于自然数集合是良序的，{\displaystyle A}中存在最小正元素{\displaystyle d_{0}=x_{0}a+y_{0}b}。考虑{\displaystyle A}中任意一个正元素{\displaystyle p}（{\displaystyle =x_{1}a+y_{1}b}）对{\displaystyle d_{0}}的带余除法：设{\displaystyle p=qd_{0}+r}，其中{\displaystyle q}为正整数，{\displaystyle 0\leq r<d_{0}}。但是
{\displaystyle r=p-qd_{0}=x_{1}a+y_{1}b-q(x_{0}a+y_{0}b)=(x_{1}-qx_{0})a+(y_{1}-qy_{0})b\in A}
因此 {\displaystyle r=0}，{\displaystyle d_{0}\ |\ p}。也就是说，{\displaystyle A}中任意一个正元素{\displaystyle p}都是 {\displaystyle d_{0}} 的倍数，特别地：{\displaystyle d_{0}\ |\ a}、{\displaystyle d_{0}\ |\ b}。因此 {\displaystyle d_{0}} 是{\displaystyle a}和{\displaystyle b}的公约数。
另一方面，对{\displaystyle a}和{\displaystyle b}的任意正公约数{\displaystyle d}，设{\displaystyle a=kd}、 {\displaystyle b=ld}，那么
{\displaystyle d_{0}=x_{0}a+y_{0}b=(x_{0}k+y_{0}l)d}
因此{\displaystyle d\ |\ d_{0}}。所以{\displaystyle d_{0}}是{\displaystyle a}和{\displaystyle b}的最大公约数。
在方程{\displaystyle ax+by=m}中，如果 {\displaystyle m=m_{0}d_{0}}，那么方程显然有无穷多个解：
{\displaystyle \left\{\left(m_{0}x_{0}+{\frac {kb}{d}},\ m_{0}y_{0}-{\frac {ka}{d}}\right)\mid k\in \mathbb {Z} \right\}}。
相反的，如果{\displaystyle ax+by=m}有整数解，那么{\displaystyle |m|\in A}，于是由前可知 {\displaystyle d_{0}\ |\ |m|}（即 {\displaystyle d_{0}\ |\ m}）。
{\displaystyle m=1}时，方程有解当且仅当{\displaystyle a}、{\displaystyle b}互质。方程有解时，解的集合是
{\displaystyle \left\{\left({\frac {m}{d}}x_{0}+{\frac {kb}{d}},\ {\frac {m}{d}}y_{0}-{\frac {ka}{d}}\right)\mid k\in \mathbb {Z} \right\}}。其中{\displaystyle (x_{0},y_{0})}是方程{\displaystyle ax+by=d}的一个解，可由辗转相除法得到。
所有解中，恰有二解{\displaystyle (x,y)}满足{\displaystyle |x|\leq |b/d|}及{\displaystyle |y|\leq |a/d|}，等號只會在{\displaystyle a}及{\displaystyle b}其中一個是另一個的倍數時成立。輾轉相除法給出的解會是這兩解中的一個。

## 例子
丟番圖方程{\displaystyle 504x+651y=14} 没有整数解，因为504和651的最大公约数是21。而方程{\displaystyle 504x+651y=21}是有解的。为了求出通解，可以先约掉公约数21，这样得到方程：
{\displaystyle 24x+31y=1}。
通过扩展欧几里得算法可以得到一组特解{\displaystyle (x,y)=(-9,7)}：{\displaystyle 24\cdot (-9)+31\cdot 7=-216+217=1}。
{\displaystyle {\color {Blue}24x+31y=1\rightarrow 1-31y=24x}}
{\displaystyle {\color {Blue}\rightarrow 1-31y\equiv 0{\pmod {24}}\rightarrow 1-(31-24)y\equiv 0{\pmod {24}}\rightarrow 1-7y\equiv 0{\pmod {24}}}}
令{\displaystyle {\color {Red}1-7y=24a\rightarrow 1-24a=7y}}
{\displaystyle {\color {Red}\rightarrow 1-24a\equiv 0{\pmod {7}}\rightarrow 1-(24-7\times 3)a\equiv 0{\pmod {7}}\rightarrow 1-3a\equiv 0{\pmod {7}}}}
令{\displaystyle {\color {Green}1-3a=7b\rightarrow 1-7b=3a}}
{\displaystyle {\color {Green}\rightarrow 1-7b\equiv 0{\pmod {3}}\rightarrow 1-(7-3\times 2)b\equiv 0{\pmod {3}}\rightarrow 1-b\equiv 0{\pmod {3}}}}
取{\displaystyle b=1}為滿足{\displaystyle 1-b\equiv 0{\pmod {3}}}的解
將{\displaystyle b=1}代回{\displaystyle 1-3a=7b}，解一元一次方程式得{\displaystyle a=-2}
將{\displaystyle a=-2}代回{\displaystyle 1-7y=24a}，得{\displaystyle y=7}
將{\displaystyle y=7}代回{\displaystyle 24x+31y=1}，得{\displaystyle x=-9}
故{\displaystyle (x,y)=(-9,7)}為一組特解
于是通解为：{\displaystyle \left\{\left(1\cdot -9+31k,1\cdot 7-24k\right)|k\in \mathbb {Z} \right\}}，即
{\displaystyle \left\{\left(-9+31k,7-24k\right)|k\in \mathbb {Z} \right\}}。

## 多个整数间的裴蜀定理
设{\displaystyle a_{1},\cdots a_{n}}为{\displaystyle n}个整数，{\displaystyle d}是它们的最大公约数，那么存在整数{\displaystyle x_{1},\cdots x_{n}} 使得 {\displaystyle x_{1}\cdot a_{1}+\cdots x_{n}\cdot a_{n}=d}。特别来说，如果{\displaystyle a_{1},\cdots a_{n}}互质（不是两两互质），那么存在整数{\displaystyle x_{1},\cdots x_{n}} 使得 {\displaystyle x_{1}\cdot a_{1}+\cdots x_{n}\cdot a_{n}=1}。

## 多项式环K[X]{\displaystyle K[X]}裡的貝祖定理
{\displaystyle K}为域时，对于多项式环{\displaystyle K[X]}裡的多项式，裴蜀定理也成立。设有一族{\displaystyle \mathbb {K} [X]}裡的多项式{\displaystyle \left(P_{i}\right)_{i\in I}}。设{\displaystyle \Delta }为它们的最大公约式（首项系数为1且次数最高者），那么存在多项式{\displaystyle \left(A_{i}\right)_{i\in I}}使得{\displaystyle \textstyle \Delta =\sum _{i\in I}A_{i}P_{i}}。特别来说，如果{\displaystyle \left(P_{i}\right)_{i\in I}}互质（不是两两互质），那么存在多项式{\displaystyle \left(A_{i}\right)_{i\in I}}使得{\displaystyle \textstyle \sum _{i\in I}A_{i}P_{=}1}。
对于两个多项式的情况，与整数时一样可以得到通解。

## 任意主理想环上的情况
裴蜀可以推广到任意的主理想环上。设环{\displaystyle A}是主理想环，{\displaystyle a}和{\displaystyle b}为环中元素，{\displaystyle d}是它们的一个最大公约元，那么存在环中元素{\displaystyle x}和{\displaystyle y}使得：
这是因为在主理想环中，{\displaystyle a}和{\displaystyle b}的最大公约元被定义为理想{\displaystyle aA+bA}的生成元。

## 外部連結
- 線上計算器 （页面存档备份，存于）